# 美国国际教会
美国国际教会（American International Church）目前位于伦敦托登罕宮路的怀特腓纪念教堂（Whitefield Memorial Church），是为居住在伦敦的美国侨民而设立的。该堂按照美国教派传统组织，最初名为伦敦美国教会（the American Church in London），2013年改为现名，因为该堂信徒包括大约30个不同的国籍。
这座教堂以慈善厨房而闻名，每天为大约70人提供食物。

## 怀特腓纪念教堂
此处的第一座礼拜堂建于1756年，是为福音派传教士乔治·怀特腓而建。1759年扩建。1770年，约翰·卫斯理在这里和芜田怀特腓会幕讲道，题目是“关于怀特腓牧师之死”。
最初的礼拜堂坐落在托登罕宮路的西侧，介于托特纳姆街和豪兰街之间，周围是田野和花园。1756年6月，怀特腓为其奠基，同年11月7日献堂。由于该堂初期大受欢迎，很快计划扩建，在1759年实施。在礼拜堂地下，有预备好的墓穴，怀特腓希望他能与妻子伊丽莎白，和卫斯理兄弟二人一起安葬在这里，但他是在美国马萨诸塞州的纽伯里波特去世并安葬。
1890年，这座建筑拆除重建为“怀特腓中央使团”（Whitefield's Central Mission）。1895年，埋葬在地下室的棺材（包括伊丽莎白·怀特腓，但不包括奥古斯都 托普雷迪的铅制棺材）被转移到北伦敦的青福德山公墓（Chingford Mount Cemetery）。
从1903年到1914年去世，该堂的牧师是西尔维斯特·霍恩，主持人肯尼斯·霍恩的父亲。
1945年棕枝主日，教堂建筑被最后一枚落在伦敦的V-2火箭摧毁。1957年新建了一座礼拜堂，庭院变成一条公共大道。
自1972年以来，礼拜堂一直是美国国际教会的所在地。1972年，当他们被迫搬离位于北奥德利街的建筑时，联合归正教会向他们提供了这座教堂。伦敦华人路德会也设在这里。
最近，在国家遗产彩票基金的资助下，Groundwork Camden为毗邻的空地设计了一系列旅游解说牌，描绘礼拜堂历史上的各种场景：怀特腓与亨廷顿伯爵夫人的联系，以奥拉达·艾奎亚诺为代表的废除奴隶制，后者被埋葬在怀特腓纪念教堂。

## 美国教堂
第二次世界大战期间，美国军方成员在圣公会格罗夫纳礼拜堂礼拜，该教堂靠近当时位于格罗夫纳广场的美国驻英国大使馆。战后，堂会从国务院和国防部的几个家庭成长起来，但仍然依靠随军牧师领导。
1969年，美国教会宣布独立，任命威廉·肖塔努斯为首任牧师。在更换了几个礼拜地点后，于1972年迁往怀特腓纪念教堂。

## 安葬的名人
- 奥拉达·艾奎亚诺